# Scott McDonald
Scott Douglas McDonald (ur. 21 sierpnia 1983 w Melbourne, Australia) – australijski piłkarz występujący na pozycji napastnika w Motherwell.

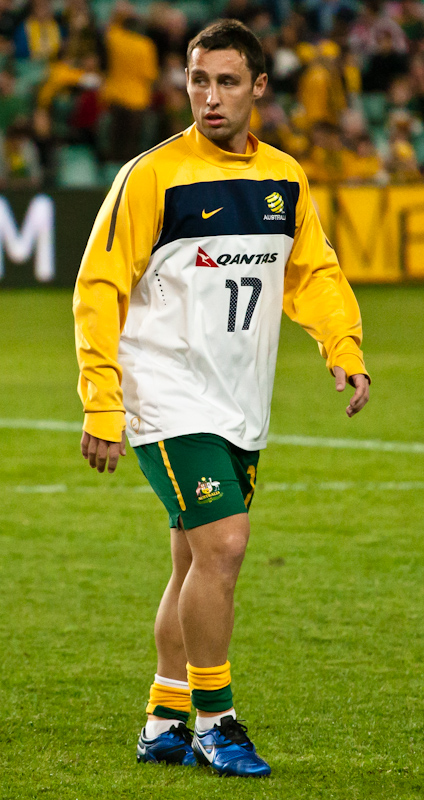
McDonald przed meczem reprezentacji Australii